# Thaleichthys pacificus
Genre
Espèce
Statut de conservation UICN

 LC  : Préoccupation mineure
Thaleichthys pacificus, communément appelé Eulakane ou Poisson-chandelle, est une espèce de petits poissons de la famille des Osmeridae. C'est la seule espèce du genre Thaleichthys. Le mot Thaleichthys, formé à partir du grec ancien Θάλια (thaleia) signifiant « riche » et ιχθυς (ichthys) signifiant « poisson », évoque la forte teneur en huile de ce poisson.
Thaleichthys pacificus est un poisson anadrome, c'est-à-dire qu'il vit le plus souvent en eau douce mais se reproduit en eau de mer. Il vit dans l'océan Pacifique, dans les eaux bordant la zone de forêt tempérée humide comprise entre le sud de la mer de Béring et le Nord de la Californie. Sa durée de vie est relativement faible.
Depuis les années 1990, une diminution notable du nombre d'eulakanes dans plusieurs cours d'eau du Canada et des États-Unis a été remarquée par des organismes spécialisés. Des études sont en cours afin de déterminer les actions à mettre en œuvre.

## Nom vernaculaire
Le mot « eulakane » (ainsi que son équivalent anglais oulachon) vient du jargon chinook.
L'eulakane a été surnommé « poisson-chandelle » au Canada, ce surnom provient du fait que c'est un poisson si riche en huile qu'une fois séché, il était utilisé comme chandelle par les populations amérindiennes qui vivaient sur la côte Pacifique de l'Amérique du Nord.

## Usages
La graisse d'eulakane jouait d'ailleurs un rôle très important dans la vie des Premières Nations de la région, outre son rôle d'aliment, elle était également utilisée pour la conservation des fruits, la confection de baumes médicaux ou encore pour la lubrification d'outils. Il fit l'objet d'un commerce important entre les peuples côtiers et ceux de l'intérieur des terres par l'intermédiaire des pistes de la Graisse qui permettaient de franchir les chaînes côtières du Pacifique.